# Pokémon Donjon Mystère : Équipe de secours DX
Pokémon Donjon Mystère : Équipe de secours DX (ポケモン不思議のダンジョン 救助隊 DX, Pokémon Fushigi no Danjon : Kyūjotai DX) est un jeu vidéo de type dungeon crawler développé par Spike Chunsoft et édité par The Pokémon Company le 6 mars 2020 sur la Nintendo Switch. Issu de la série Pokémon Donjon Mystère, c'est un remake des jeux Pokémon Donjon Mystère : Équipe de secours rouge et Équipe de secours bleue, sortis en 2005 sur Game Boy Advance et Nintendo DS. Premier remake d’un jeu Pokémon en dehors de la série principale, ce jeu propose un nouveau style graphique inspiré de la peinture et inclut de nouvelles fonctionnalités telles que les Méga-Évolutions, la sauvegarde automatique et le déplacement automatique.

## Système de jeu
Le jeu commence par un court test de personnalité qui détermine le Pokémon que le joueur va incarner durant l'aventure, parmi une liste de seize (Pikachu, Évoli, Machoc, Osselait, Psykokwak, Miaouss, Skitty, et les starters des trois premières générations). Ensuite, le joueur choisit un Pokémon partenaire dans cette même liste, à l'exclusion des Pokémon du même type que celui du joueur.
Tout au long du jeu, le joueur doit accomplir des missions qui peuvent être demandées via le tableau d'affichage, reçues par courrier ou encore trouvées au cours de l'histoire, et qui consistent à sauver ou escorter des Pokémon, ou bien livrer des objets. Si le joueur réussit une mission, il reçoit une récompense et des Points de Secourisme qui augmentent le grade de son équipe.
Ces missions prennent place dans des donjons générés de manière aléatoire, contenant plusieurs étages, pièges et Pokémon sauvages que le joueur et son équipe doivent affronter. Durant ces combats au tour par tour, les Pokémon se battent en utilisant les quatre attaques qu'ils connaissent, et aussi divers objets. À chaque pas effectué dans le donjon, l'estomac du Pokémon se vide et pour éviter de tomber K.O. par la faim, il doit manger de la nourriture pouvant être trouvée dans les donjons ou achetée à la boutique de Kecleon.
Contrairement aux jeux originaux, si le Pokémon meneur est mis K.O. dans un donjon, le joueur prend le contrôle d'un Pokémon partenaire au lieu de perdre directement, jusqu'à ce que les trois Pokémon principaux de l'équipe soient vaincus. Certains Pokémon peuvent être rencontrés et même recrutés sous leur forme chromatique.

## Commercialisation
Le jeu est dévoilé le 9 janvier 2020 lors d'un Pokémon Direct, puis sorti mondialement le 6 mars 2020 sur la Nintendo Switch. Une démo gratuite est disponible depuis le 9 janvier 2020 sur le Nintendo eShop ; les données de sauvegarde de cette démo peuvent être transférées sur le jeu complet.

## Accueil

### Critiques
Sur Metacritic, le jeu obtient une moyenne de notes de 68 % sur la base de 74 critiques de médias spécialisés, et une moyenne de 8,2/10 sur la base de 219 notes d'utilisateurs.

### Ventes
Pokémon Donjon Mystère : Équipe de secours DX a été le jeu le plus vendu au Japon lors de sa première semaine de sortie, avec 138 548 cartouches vendues. Ce jeu s'est également classé premier dans les palmarès des ventes au Royaume-Uni et en France au cours de sa première semaine,. Au 31 mars 2020, plus de 360 000 exemplaires ont été vendus au Japon tandis que plus de 890 000 exemplaires ont été vendus dans le reste du monde, soit plus de 1,26 million d'exemplaires vendus au total.